# Moontower
Moontower är den svenske musikern Dan Swanös solodebutalbum, utgivet 1998.

## Låtlista
1. "Sun of the Night" - 5:15
2. "Patchworks" - 4:59
3. "Uncreation" - 5:41
4. "Add Reality" - 6:17
5. "Creating Illusions" - 4:13
6. "The Big Sleep" - 5:18
7. "Encounterparts" - 6:05
8. "In Empty Phrases" - 5:58